# Bicentenaria
Bicentenaria – rodzaj teropoda z grupy celurozaurów żyjącego w późnej kredzie (cenoman) na terenach dzisiejszej Ameryki Południowej. Gatunkiem typowym jest B. argentina, którego holotypem jest tylna część czaszki oznaczona MPCA 865. Oprócz holotypu odkryto też ok. 130 innych kości przedstawicieli tego gatunku należących do osobników różnej wielkości i prawdopodobnie będących w różnym wieku, w tym dwie kości przedszczękowe z zachowanymi zębami, niekompletną prawą kość szczękową z zachowanym zębem, 14 kręgów krzyżowych i 20 ogonowych, kawałki 17 kręgów grzbietowych, części dwóch łopatek, kawałek prawej kości kruczej, części lewych i prawych kości ramiennych, końce bliższe trzech kości łokciowych, koniec dalszy kości promieniowej, kawałki lewej kości biodrowej, części pięciu trzonków łonowych (ang. pubic shaft), pięć niekompletnych kości udowych, części dwóch lewych i jednej prawej kości piszczelowej, prawą kość skokową, kawałki pięciu kości śródstopia, paliczki palców przednich i tylnych kończyn oraz kawałki żeber. Skamieniałości B. argentina odkryto w osadach formacji Candeleros na terenie argentyńskiej prowincji Río Negro.
Bicentanaria argentina był niewielkim teropodem, którego długość ciała autorzy jego opisu szacują na ok. 3 m, a masę – na ok. 40 kg. Długość największych zachowanych kości udowych przedstawicieli tego gatunku wynosiła ok. 31 cm i była porównywalna z długością kości udowych takich celurozaurów jak Tanycolagreus (35,6 cm), Zuolong (33,6 cm) i Aniksosaurus (24,7 cm); wskazuje to, że pod względem wielkości B. argentina był porównywalny z innymi bazalnymi celurozaurami. Teropod ten miał długie i wysmukłe kości kończyn tylnych; budową ciała generalnie przypominał szereg innych bazalnych celurozaurów, takich jak Tanycolagreus, Coelurus, Ornitholestes, Aniksosaurus, czy Santanaraptor. Autapomorfiami B. argentina są m.in. zęby wyrastające z kości przedszczękowej mające ząbki mezjalne (wyrastające z powierzchni stycznej bliższej zębów, tj. zwróconej do środka łuku zębowego) tylko u podstawy korony; kość kwadratowo–jarzmowa z wyrostkiem rostralnym (przednim) dwa razy dłuższym od dorsalnego (górnego) – odwrotnie niż u większości celurozaurów, w tym tyranozauroidów, ornitomimów i kompsognatów, u których wyrostek rostralny jest krótszy od dorsalnego; kość kwadratowa z kłykciem bocznym znacznie większym od przyśrodkowego; niski, szeroki wyrostek pozastawowy (processus retroarticularis) przypominający kształtem łyżkę (podobny do wyrostka pozastawowego u Ornitholestes hermanni); kość kątowa górna (ang. surangular) z krawędzią dorsalną mającą w widoku bocznym kształt zbliżony do trapezu; a także kość ramienna, której koniec bliższy jest spłaszczony kraniokaudalnie (na linii równoległej do linii przeprowadzonej od głowy do ogona zwierzęcia), a koniec dalszy ma na swojej powierzchni kranialnej (zwróconej ku głowie zwierzęcia) głęboki dół.
W osadach formacji Candeleros poza kośćmi bicentenarii odkryto również skamieniałości innych teropodów: abelizauryda Ekrixinatosaurus novasi, karcharodontozauryda Giganotosaurus carolini i maniraptora z grupy Paraves Buitreraptor gonzalezorum. Od dwóch pierwszych z wymienionych gatunków B. argentina różni się znacznie mniejszymi rozmiarami, a także niewystępowaniem w jego szkielecie cech budowy charakterystycznych dla przedstawicieli rodzin Abelisauridae i Carcharodontosauridae; nie występowały też u niego charakterystyczne cechy budowy blisko spokrewnionego z ptakami i podobnego do nich Buitreraptor. Do pewnego stopnia B. argentina przypomina budową ciała brazylijskiego Santanaraptor placidus; w budowie ich szkieletów występują jednak także różnice pozwalające na uznanie ich za odrębne gatunki (np. znane kości santanaraptora są mniejsze i smuklejsze od odpowiadających im kości bicentenarii; inaczej niż u B. argentina na kości udowej santanaraptora nie ma czwartego krętarza). Z przeprowadzonej przez autorów opisu bicentenarii analizy filogenetycznej (w oparciu o macierz danych z analizy Zhenga i współpracowników z 2010 r.) wynika, że teropod ten był jednym z najbardziej bazalnych znanych celurozaurów; według tej analizy był on taksonem siostrzanym do kladu obejmującego wszystkich pozostałych przedstawicieli tej grupy poza najbardziej bazalnym znanym celurozaurem, tuguluzaurem. Na końcu dalszym kości piszczelowej tuguluzaura powierzchnia tej kości stykająca się z wyrostkiem wznoszącym kości skokowej ma wyraźnie wyodrębnioną krawędź zewnętrzną, która nie występuje u bicentenarii i pozostałych celurozaurów (poza aniksozaurem). Bicentenarię z pozostałymi celurozaurami łączy też zwężenie końca dalszego kości łonowej oraz – w porównaniu z teropodami nienależącymi do celurozaurów – gęściej rozstawione ząbki na mezjalnej krawędzi koron zębów wyrastających z kości szczękowej (w przypadku tych dwóch cech nie wiadomo czy występowały one u tuguluzaura). Z drugiej strony u bicentenarii nie występują cechy budowy szkieletu spotykane u celurozaurów bliżej spokrewnionych z ptakami, takie jak koniec dalszy kości udowej bez kostnego grzebienia mediodystalnego (przyśrodkowo–dalszego) czy kość skokowa z szerokim i wysokim wyrostkiem wznoszącym. Potwierdza to, że B. argentina jest bazalnym przedstawicielem celurozaurów; takiej pozycji filogenetycznej tego gatunku dowodzą też wspomniane już wyżej różnice w budowie kości kwadratowo–jarzmowej między nim a pozostałymi celurozaurami, oraz występowanie u niego częściowo podzielonych wyrostków kolczystych na kręgach ogonowych – podobnie jak u allozauroidów oraz niektórych bazalnych celurozaurów, takich jak santanaraptor czy sinozauropteryks, ale inaczej niż u celurozaurów bliżej spokrewnionych z ptakami, u których wyrostki te były niepodzielone.
Z przeprowadzonej przez autorów analizy kladystycznej wynika, że B. argentina nie był jedynym bazalnym celurozaurem zasiedlającym Gondwanę w kredzie; według tej analizy santanaraptor był celurozaurem o bardzo niepewnej pozycji filogenetycznej, południowoamerykański Mirischia i afrykański Nqwebasaurus należały do rodziny Compsognathidae, zaś aniksozaur był taksonem siostrzanym do kladu obejmującego maniraptory i ornitomimozaury. Jeśli taką pozycję filogenetyczną tych taksonów potwierdzą przyszłe badania, oznaczać to będzie, że w kredzie Gondwanę zasiedlali przedstawiciele co najmniej czterech grup bazalnych celurozaurów (Compsognathidae oraz linii ewolucyjnych prowadzących do aniksozaura, santanaraptora i bicentenarii), które wyodrębniły się jeszcze w środkowej lub późnej jurze. Autorzy oceniają, że linia ewolucyjna prowadząca do B. argentina wyodrębniła się spośród celurozaurów ok. 70 milionów lat przed okresem istnienia tego gatunku. Odkrycie na niewielkim obszarze kości należących więcej niż jednego osobnika, a co więcej prawdopodobnie należących do osobników w różnym wieku, zdaniem autorów opisu bicentenarii sugeruje, że teropod ten był zwierzęciem stadnym, lub przynajmniej że grupa tych dinozaurów tworzyła stado tuż przed śmiercią.
Nazwa Bicentenaria argentina nawiązuje do dwusetnej rocznicy argentyńskiej rewolucji majowej z 1810 roku.